# Bicilia
Bicilia és un gènere d'arnes de la família Crambidae.

## Taxonomia
- Bicilia iarchasalis (Walker, 1859)
- Bicilia lentistrialis (Dognin, 1906)
- Bicilia olivia (Butler, 1878)
- Bicilia persinualis (Hampson, 1899)